# الخرابة (بعدان)

تعديل مصدري - تعديل

الخرابة هي إحدى قرى عزلة بني منصور بمديرية بعدان التابعة لمحافظة إب، بلغ تعداد سكانها 211 نسمة حسب تعداد اليمن لعام 2004.